# 巴伯斯贝格堡
巴伯斯貝格堡是一座位於德國布蘭登堡州府波茨坦巴伯斯貝格公園內的新哥特式宮殿。巴伯斯貝格堡修建於1833年（另説於1835年至1849年分兩期建成），曾有超過50年作爲威廉王子和妻子奧古斯塔的夏宮，1990年起作爲波茨坦和柏林宮殿和公園建築群一部分列入世界文化遺產名錄，2013年開始進行外牆和內飾翻新。